# Al Bano
Albano Carrisi, italijanski pevec, * 20. maj 1943, Cellino San Marco, Italija. 

## Življenjepis
Prvi večji uspeh mu je uspel leta 1967 s pesmijo "Nel sole". Leta 1968 je prvič nastopil na festivalu Sanremo s pesmijo La siepe in osvojil nagrado kritikov.
Leta 1970 se je poročil s pevko Romino Power s katero je pel v duetu in dosegel največje uspehe v kareri s pesmijo "Felicità" in "Ci Sarà". Leta 1984 je s slednjo pesmijo tudi zmagal na Sanremu.